# Sarah Morrow
Pour les articles homonymes, voir Morrow.
Sarah Amial Morrow (née en 1969) est une compositrice et tromboniste de jazz américaine.
Découverte par Ray Charles en 1995, elle devient la toute première femme instrumentiste à jouer dans son orchestre, dont elle fait partie jusqu'en 1997. Elle travaille ensuite avec des stars du funk comme Bootsie Collins, Cat Fish Collins, Fred Wesley et mène aujourd'hui une carrière de soliste internationale en jouant ses propres compositions.

## Biographie
Sarah Morrow est née à Houston dans le Texas en 1969. Elle est la fille de John « Andy » Morrow (1942-2000). Elle étudie la clarinette avant de se consacrer au trombone à l'âge de 12 ans dans l'orchestre de son école. Elle découvre le jazz à 17 ans au lycée en écoutant le big band de Columbus. Elle continue à étudier jusqu'à l'obtention de ces diplômes de communication à l'université de l'Ohio, puis commence à jouer en voyant de petites formations de jazz.
Elle est appelée à jouer du trombone jazz lorsque Ray Charles est l'artiste invité d'un orchestre de musique classique, le Dayton Symphony Orchestra. Elle l'accompagne lors de deux concerts. Deux semaines plus tard, Sarah intègre son orchestre et tourne avec le groupe pendant un an et demi, entre novembre 1995 et mai 1997, à travers le monde : États-Unis, Japon, Géorgie, Slovénie, Angleterre, Allemagne, Italie, Brésil, Mexique ainsi que dans beaucoup d'autres pays.
Elle revient en Europe pour jouer avec Dee Dee Bridgewater au sein du big band dirigé par Cecil Bridgewater. En mars 1998, le big band de Dee Dee Bridgewater la sollicite de nouveau pour des concerts en France et en Afrique. En 1998, elle fait partie du Duke Ellington Orchestra dirigé par Paul Ellington pour une tournée européenne. Toutes ces expériences  lui permettent de forger sa maturité actuelle et de rattraper le retard qu'elle avait pris.
En 1999, elle emmène son groupe en tournée pour les festivals de Clermont Ferrand, Nancy et Paris. Elle gagne en Irlande le Guiness Jazz Festival 2005 Rising Star Award. En 2006, elle joue devant plus de 180 000 personnes à travers le monde.
En 2007, elle forme le groupe Elektric Air avec Sam Barsh ou Rober Glasper au piano et Fender Rhodes, Earl Travis ou Derrick Hodge à la basse, Nate Robinson ou Chris Dave à la batterie et Jahi Sundance aux platines. Elle s'éloigne du jazz pour jouer des morceaux aux influences multiples, dont le Hip-hop avec toujours une couleur jazz. Avec ce groupe elle revient à ses premières amours avec un projet plus électrique. Les morceaux sont des compositions plus une reprise de Ray Charles.

## Éducation musicale
Sarah est très impliquée dans l'éducation musicale. Elle désire partager la musique avec les autres lors de master classes et clinics dans les lycées, les universités et les écoles de musique. Elle travaille régulièrement dans ce domaine, non seulement techniquement mais aussi sur d'autres aspects, tels que les relations humaines, la position de femmes dans le jazz.

## Influences
- Jay Jay Johnson
- Curtis Fuller
- Slide Hampton
- Steve Turre

## Discographie
En leader
- Green Light 2000 (RDC Records)
- Standards and Others Stories... 2002 (Cobra Bleu). Avec Jesse Davis, David Murray et la chanteuse française Anne Ducros
- Sarah Morrow and the American All-Stars in Paris 2005 (O+ Music). Avec Rhoda Scott et Hal Singer
- Elektric Air Septembre 2007. Avec Robert Glasper, Derrick Hodges (bassiste de Terence Blanchard, Chris Dave (batteur d'Erykah Badu et ancien batteur de Kenny Garrett), Jahi Sundance (didjay de Usher)

En sidewoman
- Tony Monaco 2001 (Summit Records)
- Anne Ducros 2002 (Dreyfus)
- Katy Roberts 2002 (Autoproduit)